# Viktor Pelevin
Viktor Olegovič Pelevin (rusky Виктор Олегович Пелевин; * 22. listopadu 1962) je současný ruský spisovatel, nejvydávanější a nejpřekládanější ruský autor science fiction.
Pelevin ve svých postmoderních dílech propojuje narážky na život v postsovětském Rusku, populární kulturu, prvky science fiction a odkazy na východní náboženské směry, jejichž je obdivovatelem.

## Vybraná díla v češtině
- Seznam děl v Souborném katalogu ČR, jejichž autorem nebo tématem je Viktor Pelevin
- Čapajev a prázdnota, Humanitarian Technologies 2001, ISBN 80-86398-11-0
- Generation P, Humanitarian Technologies 2002, ISBN 80-86398-18-8
- Omon Ra, Dokořán, 2002 ISBN 80-86569-28-4
- Helma hrůzy, Argo 2006, ISBN 80-7203-761-7
- Svatá kniha vlkodlaka, Plus 2011, ISBN 978-80-259-0026-0
- Snuff: Utopie. 1. vyd. Dokořán, 2016. 412 S. Překlad: Libor Dvořák